# 宮岸幸正
宮岸 幸正（みやぎし ゆきまさ）は、 日本の空間デザイン・建築デザイン学者。大阪工業大学ロボティクス＆デザイン工学部空間デザイン学科元教授。元地域連携センター長。学術博士（京都工芸繊維大学）。日本デザイン学会春季研究発表2018大会委員長。元日本建築学会近畿支部研究発表会プログラム編成委員。奈良県川上村人口ビジョン・総合戦略策定委員会2016委員。
専門は、建築/空間デザイン・デザイン論、環境デザイン・都市環境計画・景観デザイン
・ランドスケープ学、人間工学・建築社会システム。

## 略歴
1992年京都工芸繊維大学大学院工芸科学研究科博士課程修了、学術博士（京都工芸繊維大学）。同志社女子大学講師などを経て、1999年大阪工業大学工学部建築学科に着任。同学科助教授などを経て、2006年同学部空間デザイン学科教授。2013年同学科長。2017年同大学ロボティクス＆デザイン工学部空間デザイン学科教授・副学長。2020年大阪工業大学退官。
大阪工業大学（建築学科・空間デザイン学科）にて20年以上の長きに渡り教鞭を執り、特に2017年開設のロボティクス＆デザイン工学部空間デザイン学科における建築/空間デザイン学の研究・育成に貢献した。空間デザイン学科長として、大手建築業界で広く採用されているオブジェクト型3D CAD教育ArchiCAD導入を支援した。また、同大学地域連携センター長も歴任し、奈良県川上村人口ビジョン・総合戦略策定委員会委員も務めた。
主な所属学会は、日本建築学会、日本デザイン学会、日本都市計画学会など。

## 主な研究
- ウィンズロー邸（フランク・ロイド・ライトの建築デザイン）の幾何学的構成 - プレーリー・ハウスのフレーム分析
- 都市の滞留空間に関する研究 : 大阪梅田地区を対象として：都市環境計画
- 基本構造シークエンス景観と行動シークエンス景観との関係：建築社会システム
- 京都都心地区景観基礎調査 - 都心地区の建物・敷地利用実態：景観デザイン
- 神戸市高取山からの都市眺望景観把握時の認知特性に関する研究：人間工学[9]
- 認知地図からみた千林商店街（商業空間）のイメージに関する研究：空間デザイン
- 旧川上東小学校（現：川上村立川上小学校）リノベーションと地域連携について

建築/空間デザイン学の対外啓蒙活動として、大阪市経済戦略局主催のインダストリアルデザイン・アーカイブズ研究プロジェクト(IDAP)シンポジウム2018「インテリアデザインの時代：ライフスタイルをめぐる工業 ＆ 芸術」でのパネルディスカッション参加や、同IDAPシンポジウム2019「時代を生み出す創造力」では、元ソニー会長出井伸之氏を迎えて（テクノロジー ＆ デザインに関するパネルディスカッションにも参加している。市民向けには、大阪市旭区役所主催シンポジウム2010「みんなで考える商店街を100倍楽しくする方法」での基調講演も行っている。
また、他大学向けには関西大学なにわ・大阪文化遺産学研究センターによる「前近代のにぎわいと空間演出 2010」でアドバイザーとして協力している。